# Эбастин
Эбастин — лекарственное средство, блокатор H1-гистаминовых рецепторов длительного действия второго поколения.

## Фармакологическое действие
Блокатор H1-гистаминовых рецепторов длительного действия. Предупреждает индуцированные гистамином спазмы гладкой мускулатуры и повышение сосудистой проницаемости. После однократного приема 0,01 г внутрь антигистаминное действие начинается через 1 ч и сохраняется в течение 48 ч. После 5-дневного курса лечения антигистаминная активность сохраняется в течение 72 ч за счет действия активного метаболита. Не обладает антихолинергической активностью, не проникает через гематоэнцефалический барьер, не вызывает седативный эффект. В дозе до 0,08 г не удлиняет интервал Q-T на электрокардиограмме.

## Фармакокинетика
Абсорбция — 90-95 %; метаболизируется в печени, превращаясь в активный метаболит каребастин. Жирная пища ускоряет абсорбцию (концентрация в крови возрастает в 1,5 раза) и пресистемный метаболизм (образование каребастина). TCmax после однократного приема 10 мг — 2,6-4 ч, Cmax — 80-100 нг/мл. Css достигается через 3-5 дней и составляет 130—160 нг/мл. Связь с белками плазмы эбастина и каребастина — 95 %. T1/2 каребастина — 15-19 ч, выводится почками — 60-70 %, в виде конъюгатов. При почечной недостаточности T1/2 возрастает до 23-26 ч, при печеночной недостаточности — до 27 ч.

## Показания
Аллергический ринит, аллергический конъюнктивит, идиопатическая хроническая крапивница.

## Противопоказания
Гиперчувствительность, беременность, период лактации.

### C осторожностью
Печеночная и/или почечная недостаточность, детский возраст (до 2 лет — для сиропа, до 6 лет — для таблеток).

## Режим дозирования
Внутрь, 1 раз в сутки, независимо от приема пищи. Взрослым при аллергическом рините и идиопатической хронической крапивнице — 10 мг, в более серьёзных случаях (например при многолетнем аллергическом рините) — 20 мг.

## Побочные эффекты
Головная боль, сухость во рту, сонливость.

### Редко
Боль в животе, диспепсия, тошнота, астения, бессонница, ринит, синусит.

### Передозировка

#### Лечение
Промывание желудка, контроль жизненно важных функций, симптоматическая терапия.

## Особые указания
В терапевтических дозах не влияет на способность к вождению автомобиля и к управлению механизмами.

## Взаимодействие
Не рекомендуется назначать одновременно с кетоконазолом и эритромицином (увеличение риска удлинения интервала Q-T). Совместим с теофиллином, непрямыми антикоагулянтами, циметидином, диазепамом, этанолом и этанолсодержащими лекарственными средствами.